# 31A busz (Miskolc)
A miskolci 31A-s buszjárat az Avas kilátó és a Tiszai pályaudvar kapcsolatát látta el.
A viszonylat tesztelési jelleggel, óránként közlekedett (mivel a 31-es autóbusznak a közlekedés átszervezésével megszűnt az Avas kilátóig való feljárása), de a ritka menetrend és az alacsony kihasználtság miatt meg lett szüntetve. Útvonala megegyezett az 1984-2006 között közlekedett 31-es buszéval.